# Lamar Trotti
Lamar Trotti (Atlanta, 18 ottobre 1900 – Oceanside, 28 agosto 1952) è stato uno sceneggiatore e giornalista statunitense.
Vinse l'Oscar alla migliore sceneggiatura originale per il film Wilson. Ottenne, inoltre, due candidature all'Oscar per Alba di gloria e Follie dell'anno.

## Filmografia

### Sceneggiatore
- Il giudice (Judge Priest), regia di John Ford (1934)
- Il battello pazzo (Steamboat Round the Bend), regia di John Ford (1935)
- L'incendio di Chicago (In Old Chicago), regia di Henry King (1937)
- Il mercante di schiavi (Slave Ship), regia di Tay Garnett (1937)
- La grande strada bianca (Alexander's Ragtime Band), regia di Henry King (1938)
- Kentucky, regia di David Butler (1938)
- Alba di gloria (Young Mr. Lincoln), regia di John Ford (1939)
- La più grande avventura (Drums Along the Mohawk), regia di John Ford (1939)
- Destino (Tales of Manhattan), regia di Julien Duvivier (1942)
- Verso le coste di Tripoli (To the Shores of Tripoli), regia di H. Bruce Humberstone (1942)
- Sparvieri di fuoco (Thunder Birds: Soldiers of the Air), regia di William A. Wellman (1942)
- Il sergente immortale (Immortal Sergeant), regia di John M. Stahl (1943)
- Alba fatale (The Ox-Bow Incident), regia di William A. Wellman (1943)
- Wilson, regia di Henry King (1944)
- Il filo del rasoio (The Razor's Edge), regia di Edmund Goulding (1946)
- Cielo giallo (Yellow Sky), regia di William A. Wellman (1948)
- When My Baby Smiles at Me, regia di Walter Lang (1948)
- Dodici lo chiamano papà (Cheaper by the Dozen), regia di Walter Lang (1950)
- L'affascinante bugiardo (As Young as You Feel), regia di Harmon Jones (1951)
- La dominatrice del destino (With a Song in My Heart), regia di Walter Lang (1952)
- Squilli di primavera (Stars and Stripes Forever), regia di Henry Koster (1952)

### Produttore
- Il sergente immortale (Immortal Sergeant), regia di John M. Stahl (1943)
- Squilli di primavera (Stars and Stripes Forever), regia di Henry Koster (1952)